# Turul Țării Bascilor 2011
Turul Țării Bascilor 2011 este a 51-a ediție a Turului Țării Bascilor, care s-a desfășurat în perioada 4-9 aprilie 2011.

## Echipe participante
Au fost invitate 18 de echipe de ProTur și 2 wild-carduri, în total 20 de echipe. Acestea sunt:
| - Belgia Omega Pharma-Lotto Quick Step - Danemarca Team Saxo Bank-SunGard - Franța Ag2r-La Mondiale - Italia Lampre-ISD Liquigas-Cannondale - Kazahstan Astana - Luxemburg Leopard Trek | - Olanda Rabobank Vacansoleil-DCM - Rusia Team Katusha - Spania Euskaltel-Euskadi Team Movistar Caja Rural Geox-TMC - SUA BMC Racing Team Garmin-Cervélo HTC-Highroad Team RadioShack - Marea Britanie Team Sky |

## Etape

### Etapa 1
4 aprilie: Zumarraga – Zumarraga, 151,2 km
|    | Ciclist                  | Echipă            | Timp       |
| -- | ------------------------ | ----------------- | ---------- |
| 1  | Joaquim Rodríguez (ESP)  | Team Katusha      | 4h 02' 42" |
| 2  | Samuel Sánchez (ESP)     | Euskaltel-Euskadi | t.e.       |
| 3  | Andreas Klöden (GER)     | Team RadioShack   | t.e.       |
| 4  | Chris Horner (USA)       | Team RadioShack   | + 1"       |
| 5  | Ryder Hesjedal (CAN)     | Garmin-Cervélo    | + 6"       |
| 6  | Damiano Cunego (ITA)     | Lampre-ISD        | + 6"       |
| 7  | David López García (ESP) | Team Movistar     | + 6"       |
| 8  | Robert Gesink (NED)      | Rabobank          | + 6"       |
| 9  | Danilo Di Luca (ITA)     | Team Katusha      | + 6"       |
| 10 | Xavier Tondó (ESP)       | Team Movistar     | + 6"       |

|    | Ciclist                  | Echipă            | Timp       |
| -- | ------------------------ | ----------------- | ---------- |
| 1  | Joaquim Rodríguez (ESP)  | Team Katusha      | 4h 02' 42" |
| 2  | Samuel Sánchez (ESP)     | Euskaltel-Euskadi | t.e.       |
| 3  | Andreas Klöden (GER)     | Team RadioShack   | t.e.       |
| 4  | Chris Horner (USA)       | Team RadioShack   | + 1"       |
| 5  | Ryder Hesjedal (CAN)     | Garmin-Cervélo    | + 6"       |
| 6  | Damiano Cunego (ITA)     | Lampre-ISD        | + 6"       |
| 7  | David López García (ESP) | Team Movistar     | + 6"       |
| 8  | Robert Gesink (NED)      | Rabobank          | + 6"       |
| 9  | Danilo Di Luca (ITA)     | Team Katusha      | + 6"       |
| 10 | Xavier Tondó (ESP)       | Team Movistar     | + 6"       |

### Etapa 2
5 aprilie: Zumarraga – Lekunberri, 163 km
|    | Ciclist                     | Echipă                 | Timp       |
| -- | --------------------------- | ---------------------- | ---------- |
| 1  | Vasil Kiryienka (BLR)       | Team Movistar          | 4h 06' 39" |
| 2  | Andreas Klöden (GER)        | Team RadioShack        | + 2"       |
| 3  | Andy Schleck (LUX)          | Leopard Trek           | + 2"       |
| 4  | Chris Anker Sørensen (DEN)  | Team Saxo Bank-SunGard | + 2"       |
| 5  | Chris Horner (USA)          | Team RadioShack        | + 2"       |
| 6  | Jurgen Van Den Broeck (BEL) | Omega Pharma-Lotto     | + 2"       |
| 7  | Ryder Hesjedal (CAN)        | Garmin-Cervélo         | + 2"       |
| 8  | Fränk Schleck (LUX)         | Leopard Trek           | + 2"       |
| 9  | Fabio Duarte (COL)          | Geox-TMC               | + 2"       |
| 10 | Joaquim Rodríguez (ESP)     | Team Katusha           | + 2"       |

|    | Ciclist                  | Echipă            | Timp       |
| -- | ------------------------ | ----------------- | ---------- |
| 1  | Andreas Klöden (GER)     | Team RadioShack   | 8h 09' 23" |
| 2  | Joaquim Rodríguez (ESP)  | Team Katusha      | + 0"       |
| 3  | Samuel Sánchez (ESP)     | Euskaltel-Euskadi | + 0"       |
| 4  | Chris Horner (USA)       | Team RadioShack   | + 1"       |
| 5  | Ryder Hesjedal (CAN)     | Garmin-Cervélo    | + 6"       |
| 6  | David López García (ESP) | Team Movistar     | + 6"       |
| 7  | Damiano Cunego (ITA)     | Lampre-ISD        | + 6"       |
| 8  | Xavier Tondó (ESP)       | Team Movistar     | + 6"       |
| 9  | Robert Gesink (NED)      | Rabobank          | + 6"       |
| 10 | Beñat Intxausti (ESP)    | Team Movistar     | + 9"       |

### Etapa 3
6 aprilie: Villatuerta – Zuia, 180 km
|    | Ciclist                    | Echipă              | Timp       |
| -- | -------------------------- | ------------------- | ---------- |
| 1  | Alexander Vinokourov (KAZ) | Astana              | 4h 20' 38" |
| 2  | Óscar Freire (ESP)         | Rabobank            | + 8"       |
| 3  | Paul Martens (GER)         | Rabobank            | + 8"       |
| 4  | Pim Ligthart (NED)         | Vacancesoleil-DCM   | + 8"       |
| 5  | Mickaël Cherel (FRA)       | Ag2r-La Mondiale    | + 8"       |
| 6  | Egoitz García (ESP)        | Caja Rural          | + 8"       |
| 7  | Francesco Gavazzi (ITA)    | Lampre-ISD          | + 8"       |
| 8  | Chris Horner (USA)         | Team RadioShack     | + 8"       |
| 9  | Damiano Caruso (ITA)       | Liquigas-Cannondale | + 8"       |
| 10 | Joaquim Rodríguez (ESP)    | Team Katusha        | + 8"       |

|    | Ciclist                  | Echipă            | Timp        |
| -- | ------------------------ | ----------------- | ----------- |
| 1  | Joaquim Rodríguez (ESP)  | Team Katusha      | 12h 30' 09" |
| 2  | Andreas Klöden (GER)     | Team RadioShack   | + 0"        |
| 3  | Samuel Sánchez (ESP)     | Euskaltel-Euskadi | + 0"        |
| 4  | Chris Horner (USA)       | {Team RadioShack  | + 1"        |
| 5  | Ryder Hesjedal (CAN)     | Garmin-Cervélo    | + 6"        |
| 6  | Xavier Tondó (ESP)       | Team Movistar     | + 6"        |
| 7  | Damiano Cunego (ITA)     | Lampre-ISD        | + 6"        |
| 8  | David López García (ESP) | Team Movistar     | + 6"        |
| 9  | Robert Gesink (NED)      | Rabobank          | + 6"        |
| 10 | Beñat Intxausti (ESP)    | Team Movistar     | + 9"        |

### Etapa 4
7 aprilie: Amurrio – Eibar, 179 km
|    | Rider                      | Team              | Time       |
| -- | -------------------------- | ----------------- | ---------- |
| 1  | Samuel Sánchez (ESP)       | Euskaltel-Euskadi | 4h 42' 34" |
| 2  | Andreas Klöden (GER)       | Team RadioShack   | t.e.       |
| 3  | Alexander Vinokourov (KAZ) | Astana            | t.e.       |
| 4  | Joaquim Rodríguez (ESP)    | Team Katusha      | t.e.       |
| 5  | Ryder Hesjedal (CAN)       | Garmin-Cervélo    | t.e.       |
| 6  | Xavier Tondó (ESP)         | Team Movistar     | t.e.       |
| 7  | Chris Horner (USA)         | Team RadioShack   | t.e.       |
| 8  | Robert Gesink (NED)        | Rabobank          | t.e.       |
| 9  | Beñat Intxausti (ESP)      | Team Movistar     | t.e.       |
| 10 | David López García (ESP)   | Team Movistar     | t.e.       |

|    | Rider                      | Team              | Time        |
| -- | -------------------------- | ----------------- | ----------- |
| 1  | Joaquim Rodríguez (ESP)    | Team Katusha      | 17h 12' 43" |
| 2  | Andreas Klöden (GER)       | Team RadioShack   | + 0"        |
| 3  | Samuel Sánchez (ESP)       | Euskaltel-Euskadi | + 0"        |
| 4  | Chris Horner (USA)         | Team RadioShack   | + 1"        |
| 5  | Ryder Hesjedal (CAN)       | Garmin-Cervélo    | + 6"        |
| 6  | Xavier Tondó (ESP)         | Team Movistar     | + 6"        |
| 7  | Robert Gesink (NED)        | Rabobank          | + 6"        |
| 8  | David López García (ESP)   | Team Movistar     | + 6"        |
| 9  | Beñat Intxausti (ESP)      | Team Movistar     | + 9"        |
| 10 | Alexander Vinokourov (KAZ) | Astana            | + 10"       |

### Etapa 5
8 aprilie: Eibar – Zalla, 177 km
|    | Rider                    | Team                | Time       |
| -- | ------------------------ | ------------------- | ---------- |
| 1  | Francesco Gavazzi (ITA)  | Lampre-ISD          | 4h 27' 03" |
| 2  | Kristof Vandewalle (BEL) | Quick Step          | t.e.       |
| 3  | John Gadret (FRA)        | Ag2r-La Mondiale    | t.e.       |
| 4  | Pim Ligthart (NED)       | Vacancesoleil-DCM   | t.e.       |
| 5  | Egoitz García (ESP)      | Caja Rural          | t.e.       |
| 6  | Vasil Kiryienka (BLR)    | Team Movistar       | t.e.       |
| 7  | Ryder Hesjedal (CAN)     | Garmin-Cervélo      | t.e.       |
| 8  | Damiano Caruso (ITA)     | Liquigas-Cannondale | t.e.       |
| 9  | Chris Horner (USA)       | Team RadioShack     | t.e.       |
| 10 | Samuel Sánchez (ESP)     | Euskaltel-Euskadi   | t.e.       |

|    | Rider                      | Team              | Time        |
| -- | -------------------------- | ----------------- | ----------- |
| 1  | Joaquim Rodríguez (ESP)    | Team Katusha      | 21h 39' 46" |
| 2  | Andreas Klöden (GER)       | Team RadioShack   | + 0"        |
| 3  | Samuel Sánchez (ESP)       | Euskaltel-Euskadi | + 0"        |
| 4  | Chris Horner (USA)         | Team RadioShack   | + 1"        |
| 5  | Ryder Hesjedal (CAN)       | Garmin-Cervélo    | + 6"        |
| 6  | Xavier Tondó (ESP)         | Team Movistar     | + 6"        |
| 7  | David López García (ESP)   | Team Movistar     | + 6"        |
| 8  | Robert Gesink (NED)        | Rabobank          | + 6"        |
| 9  | Beñat Intxausti (ESP)      | Team Movistar     | + 9"        |
| 10 | Alexander Vinokourov (KAZ) | Astana            | + 10"       |

### Etapa 6
9 aprilie: Zalla – Zalla, 24 km (contratimp individual)
|    | Ciclist               | Echipă                 | Timp     |
| -- | --------------------- | ---------------------- | -------- |
| 1  | Tony Martin (GER)     | HTC-Highroad           | 32' 16"  |
| 2  | Andreas Klöden (GER)  | Team RadioShack        | + 9"     |
| 3  | Marco Pinotti (ITA)   | HTC-Highroad           | + 24"    |
| 4  | Jakob Fuglsang (DEN)  | Leopard-Trek           | + 29"    |
| 5  | Andrew Talansky (USA) | Garmin-Cervélo         | + 42"    |
| 6  | Maxime Monfort (BEL)  | Leopard-Trek           | + 48"    |
| 7  | Robert Gesink (NED)   | Rabobank               | + 50"    |
| 8  | Richie Porte (AUS)    | Team Saxo Bank-SunGard | + 53"    |
| 9  | Chris Horner (USA)    | Team RadioShack        | + 55"    |
| 10 | Vasil Kiryienka (BLR) | Team Movistar          | + 1' 00" |

|    | Ciclist                    | Echipă            | Timp        |
| -- | -------------------------- | ----------------- | ----------- |
| 1  | Andreas Klöden (GER)       | Team RadioShack   | 22h 12' 11" |
| 2  | Chris Horner (USA)         | Team RadioShack   | + 47"       |
| 3  | Robert Gesink (NED)        | Rabobank          | + 47"       |
| 4  | Beñat Intxausti (ESP)      | Team Movistar     | + 1' 03"    |
| 5  | Xavier Tondó (ESP)         | Team Movistar     | + 1' 03"    |
| 6  | Samuel Sánchez (ESP)       | Euskaltel-Euskadi | + 1' 08"    |
| 7  | David López García (ESP)   | Team Movistar     | + 1' 28"    |
| 8  | Alexander Vinokourov (KAZ) | Astana            | + 1' 31"    |
| 9  | Ryder Hesjedal (CAN)       | Garmin-Cervélo    | + 1' 49"    |
| 10 | Vasil Kiryienka (BLR)      | Team Movistar     | + 1' 54"    |

## Rezultate
| Etapa | Câștigător                 | Clasament general       | Clasament pe puncte     | Clasament cățăratori   | Clasament sprinturi | Clasament pe echipe |
| ----- | -------------------------- | ----------------------- | ----------------------- | ---------------------- | ------------------- | ------------------- |
| 1     | Joaquim Rodríguez (KAT)    | Joaquim Rodríguez (KAT) | Joaquim Rodríguez (KAT) | Mathieu Perget (ALM)   | Bram Tankink (RAB)  | Team Movistar (MOV) |
| 2     | Vasil Kiryienka (MOV)      | Andreas Klöden (RSH)    | Andreas Klöden (RSH)    | Maxim Iglinsky (AST)   | Bram Tankink (RAB)  | Team Movistar (MOV) |
| 3     | Alexander Vinokourov (AST) | Joaquim Rodríguez (KAT) | Joaquim Rodríguez (KAT) | Amaël Moinard (BMC)    | Bram Tankink (RAB)  | Team Movistar (MOV) |
| 4     | Samuel Sánchez (EUS)       | Joaquim Rodríguez (KAT) | Andreas Klöden (RSH)    | Michael Albasini (THR) | Bram Tankink (RAB)  | Team Movistar (MOV) |
| 5     | Francesco Gavazzi (LAM)    | Joaquim Rodríguez (KAT) | Andreas Klöden (RSH)    | Michael Albasini (THR) | Bram Tankink (RAB)  | Team Movistar (MOV) |
| 6     | Tony Martin (THR)          | Andreas Klöden (RSH)    | Andreas Klöden (RSH)    | Michael Albasini (THR) | Bram Tankink (RAB)  | Team Movistar (MOV) |
| Final | Final                      | Andreas Klöden (RSH)    | Andreas Klöden (RSH)    | Michael Albasini (THR) | Bram Tankink (RAB)  | Team Movistar (MOV) |